# Platinum Vision
Platinum Vision Co., Ltd. (プラチナビジョン株式会社 Kabushiki gaisha Purachina Bijon?) es un estudio de animación japonés establecido en 2016.

## Historia
En 2016, el director del departamento de planificación y producción de ventas de Brain's Base , Oishi Yudao, dejó la compañía y fundó la compañía de animación Platinum Vision.

## Trabajos

### Series de televisión
| Año  | Título                           | Director(es)             | Fecha de primera transmisión | Fecha de última transmisión | Eps. | Notas                                                                                          | Refs.               |
| ---- | -------------------------------- | ------------------------ | ---------------------------- | --------------------------- | ---- | ---------------------------------------------------------------------------------------------- | ------------------- |
| 2016 | Servamp                          | Itto Sara Hideaki Nakano | 5 de julio de 2016           | 20 de septiembre de 2016    | 12   | Adaptación del manga escrito e ilustrado por Strike Tanaka. Coproducción junto a Brain's Base. |                     |
| 2017 | Saiyuuki Reload Blast            | Hideaki Nakano           | 5 de julio de 2017           | 20 de septiembre de 2017    | 12   | Secuela de Saiyuki ReLoad GunLock.                                                             |                     |
| 2018 | Devils' Line                     | Hideaki Nakano           | 7 de abril de 2018           | 23 de junio de 2018         | 12   | Adaptación del manga escrito e ilustrado por Ryo Hanada.                                       | [ 3 ]               |
| 2019 | Kono Oto Tomare!                 | Ryōma Mizuno             | 6 de abril de 2019           | 29 de junio de 2019         | 13   | Adaptación del manga escrito e ilustrado por Amyū.                                             | [ 4 ]               |
| 2019 | Kono Oto Tomare! 2nd Season      | Ryōma Mizuno             | 5 de octubre de 2019         | 28 de diciembre de 2019     | 13   | Secuela de Kono Oto Tomare!.                                                                   | [ 5 ]               |
| 2021 | Kai Byoui Ramune                 | Hideaki Ōba              | 9 de enero de 2021           | 27 de marzo de 2021         | 12   | Adaptación del manga escrito e ilustrado por Aho Toro.                                         | [ 6 ]               |
| 2022 | Koroshi Ai                       | Hideaki Ōba              | 12 de enero de 2022          | 30 de marzo de 2022         | 12   | Adaptación del manga escrito e ilustrado por Fe.                                               | [ 7 ] [ 8 ]         |
| 2023 | Watashi no Oshi wa Akuyaku Reijō | Hideaki Ōba              | 3 de octubre de 2023         | 18 de diciembre de 2023     | 12   | Adaptación de la novela ligera escrita por Inori e ilustradas por Hanagata.                    | [ 9 ] [ 10 ] [ 11 ] |
| 2025 | Classic Stars                    | Hideaki Ōba              | 6 de abril de 2025           | 29 de junio de 2025         | 13   | Basado en un proyecto de medios mixtos de King Amusement Creative.                             | [ 12 ] [ 13 ]       |

### Películas
| Año  | Título                             | Director(es)   | Duración | Notas               | Refs.  |
| ---- | ---------------------------------- | -------------- | -------- | ------------------- | ------ |
| 2018 | Servamp Movie: Alice in the Garden | Hideaki Nakano | 58m      | Secuela de Servamp. | [ 14 ] |

### OVAs
| Año  | Título                        | Director(es)   | Fecha de primera transmisión | Fecha de última transmisión | Eps. | Notas                                                    | Refs.  |
| ---- | ----------------------------- | -------------- | ---------------------------- | --------------------------- | ---- | -------------------------------------------------------- | ------ |
| 2018 | Devils Line: Anytime Anywhere | Hideaki Nakano | 23 de agosto de 2018         | 23 de agosto de 2018        | 1    | Adaptación del manga escrito e ilustrado por Ryo Hanada. | [ 15 ] |